# Cerkiew Ikony Matki Bożej „Znak” i Świętych Niewiast Niosących Wonności w Niżnym Nowogrodzie
Cerkiew Ikony Matki Bożej „Znak” i Świętych Niewiast Niosących Wonności – jedna z najstarszych cerkwi prawosławnych w Nowogrodzie. 
Cerkiew pod tym wezwaniem istniała na miejscu współczesnej w XIII wieku. Była to drewniana budowla, zastąpiona w I poł. XVII obecną, murowaną. Świątynia jest dwupoziomowa: górna cerkiew nosi wezwanie Świętych Niewiast Niosących Wonności, zaś patronką dolnej jest szczególnie czczona w mieście Ikona Matki Bożej „Znak”. Budynek został poświęcony w 1649. 
W dalszym okresie od północnej strony budynku zostały do niego dobudowane dwie kaplice: górna pod wezwaniem Świętych Piotra i Pawła i dolna św. Eutymiusza Suzdalskiego, który został w dzieciństwie ochrzczony w świątyni. Dalsza rozbudowa cerkwi miała miejsce w XIX wieku. W 1830 biskup nowogrodzki Metody wzniósł przy niej kaplicę św. Makariusza Żółtowodzkiego, również pochodzącego z Nowogrodu. W 1897 cała świątynia została rozszerzona dzięki środkom wpłaconym przez wiernych, w tym sumie 18 600 rubli przekazanej przez Mariję Boczkariową. 
W czasach radzieckich cerkiew została zamknięta i zmieniona w technikum przemysłu lekkiego. Została zwrócona eparchii niżnonowogrodzkiej w latach 90. XX wieku. W 2004 biskup nowogrodzki i arzamaski Jerzy poświęcił odnowione kopuły świątyni.
Szczególną czcią cieszą się przechowywane w budynku relikwie św. Makariusza Żółtowodzkiego oraz mniszek z monasteru w Diwiejewie: Aleksandry, Marty i Heleny. 